# The Distillers
The Distillers je ameriška punk rock skupina, ustanovljena v Los Angelesu leta 1998. Ustanovila jo je avstralska pevka Brody Dalle, ki je bila poročena s pevcem skupine Rancid Timom Armstrongom. V skupini je bila pevka, pisala je besedila in igrala kitaro.
Brody in kitarist Tony Bradley (s pravim imenom Tony Bevilacqua) sta po razpadu skupine leta 2006 ustanovila skupino Spinnerette.

## Diskografija
- The Distillers (2000)
- Sing sing death house (2002)
- Coral fang (2003)

## Največje uspešnice
- »The Young Crazed Peeling« (2002)
- »City of Angels« (2002)
- »Drain the Blood« (2003)
- »The Hunger« (2003)
- »Beat Your Heart Out« (2004)